# Широких, Валентин Иванович
Валенти́н Ива́нович Широ́ких (10 октября 1921, Уржумский уезд, Вятская губерния — 6 августа 1974, Черкассы) — гвардии лейтенант Советской Армии, участник Великой Отечественной войны, Герой Советского Союза (1946). Старший лётчик 91-го гвардейского штурмового авиационного Владимир-Волынского Краснознамённого полка (4-я гвардейская штурмовая Киевская Краснознамённая ордена Кутузова авиационная дивизия, 5-й штурмовой авиационный корпус, 5-я воздушная армия, 2-й Украинский фронт).

## Биография
Родился 10 октября 1921 года в деревне Мальково в семье крестьянина. Русский. В Уржуме окончил 7 классов. Рано лишился родителей. В 1938 году переехал в город Сарапул (Удмуртская Республика). Здесь продолжал учёбу в школе; параллельно занимался в аэроклубе.
В 1940 году по направлению Сарапульского райвоенкомата после окончания 9-го класса поступил в Пермскую военную авиационную школу пилотов. В 1941 году был переведён в Новосибирскую, а затем в 1942 году — Чкаловскую военную авиационную школу. После окончания авиашколы был отправлен на фронт.
В действующей армии — с января 1944 года. Воевал на 1-м (с января по сентябрь 1944 года) и 2-м (с сентября 1944 года) Украинских фронтах.
За время пребывания на фронте В. И. Широких к апрелю 1945 года совершил 198 боевых вылетов. В воздушных боях сбил 2 самолета противника. Уничтожил 30 танков, 102 автомашины с грузом, 91 повозку, 3 артиллерийских батареи, 7 складов, 1 паровоз, 12 железнодорожных вагонов и много живой силы противника. Не имел ни одной поломки и аварии самолёта.
Первый боевой вылет на самолёте Ил-2 В. И. Широких совершил 14 января 1944 года на скопления воинских эшелонов противника на станции Мироновка Киевской области. Участвовал в освобождении Правобережной и Западной Украины, в том числе городов Винница и Проскуров (Хмельницкий).
28 марта 1944 года совершил три вылета на штурм аэродрома противника в городе Проскуров, где лётная группа, в которой находился Широких, была встречена огнём зенитной артиллерии и нападению «мессершмиттов»; когда был подбит самолет ведущего, В. И. Широких принял на себя командование группой и повел её в атаку, сбил два вражеских истребителя, а штурмовики группы подожгли на земле два самолета противника, две бензоцистерны, взорвали склад боеприпасов. 4 июня 1944 года командир авиакорпуса генерал-майор Н. П. Каманин вручил гвардии младшему лейтенанту В. И. Широких орден Красной Звезды.
Летом 1944 года В. И. Широких принимал участие в Львовско-Сандомирской наступательной операции. 14 июля 1944 года при прорыве обороны немцев севернее города Броды он совершил пять успешных боевых вылетов, в третьем вылете повел группу штурмовиков, сделавших четыре захода, уничтожив 7 автомашин, 4 повозки, одно орудие и до 15 складов с боеприпасами. 15 июля 1944 года группа, в составе которой находился В. И. Широких, вылетала четыре раза, В. И. Широких в этих вылетах уничтожил 1 танк, 4 автомашины, создал 2 очага пожаров.
С 15 августа 1944 года в операциях по расширению плацдарма за Вислой произвел 30 успешных боевых вылетов, уничтожив 5 танков, 12 автомашин с грузом, 2 переправы противника, 2 дзота, до взвода пехоты. 27 августа 1944 года В. И. Широких два раза летал на штурмовку и бомбардировку танков и мотопехоты в район опорного пункта Нови-Весть. Группа Широких сделала 5 заходов на цель и заставила немецкие атакующие части отойти на исходные позиции. При этом она уничтожила 5 танков, 8 автомашин с пехотой и грузами, много живой силы.
В начале сентября 5-й штурмовой авиационный Винницкий корпус был передан в состав 5-й воздушной армии, действовавшей на 2-м Украинском фронте.
В. И. Широких участвовал в боевых действиях на территории Румынии, Венгрии и Чехословакии. В боях на территории Трансильвании 8 октября 1944 года три раза водил группу на штурмовку и бомбардировку железнодорожных эшелонов в район города Сату-Маре, совершил 5 заходов на цель, вызвав сильный пожар на станции и в эшелонах.
При прорыве обороны противника за рекой Тиса совершил 12 боевых вылетов.
18 октября 1944 года В. И. Широких вылетел на разведку железнодорожной станции Альша, в неблагоприятных метеорологических условиях сфотографировал цель (эшелоны с войсками), а после возвращения повёл на станцию группу штурмовиков и разгромил эти эшелоны.
В период Будапештской операции при ликвидации вражеской группировки он 30 раз летал на штурмовку войск противника, 19 раз являлся ведущим группы.
В апреле выполнял боевые задания в небе Чехословакии. Последний боевой вылет совершил в мае 1945 года при освобождении Праги.
Указом Президиума Верховного Совета СССР от 15 мая 1946 года за отличное выполнение задания командования, проявленные при этом мужество и отвагу гвардии лейтенанту Широких Валентину Ивановичу было присвоено звание Героя Советского Союза с вручением ордена Ленина и медали «Золотая Звезда» (№ 8999).
С 1946 года гвардии старший лейтенант В. И. Широких — в запасе. Вернулся в город Сарапул, работал председателем городского совета Осоавиахима. В 1947 году был избран депутатом Верховного Совета Удмуртской АССР. В 1948 году переехал в город Черкассы (Украина), работал командиром корабля на предприятии Гражданского воздушного флота.
Скончался 5 августа 1974 года.
Награждён орденом Ленина, тремя орденами Красного Знамени, орденами Отечественной войны 1-й и 2-й степеней, Красной Звезды, медалями.

## Комментарии
1. ↑  Деревня Мальково, относившаяся в 1920-е годы к Уржумской волости Уржумского уезда, в последующем входила в состав Дубровского 1-го сельсовета Уржумского района Кировской области; не сохранилась[1].